# Galeso
Il Galèso è un fiume di origine carsica di breve corso che sorge nel territorio di Taranto.
La sorgente è in un laghetto in località Citrezze (Taranto), e riversa le sue acque nel Mar Piccolo. È uno dei fiumi più piccoli al mondo, è lungo 900 metri ed ha una profondità media di 0,5 metri, raggiunge in certi punti una larghezza di 12-14 metri ed ha una portata di 4.000 litri al secondo. Il citro, o "occhio del fiume", è profondo circa 13 metri.

## Storia

### Nome
L'origine del nome "Galeso" è incerta, ma certamente autoctona: infatti era preesistente all'arrivo dei coloni spartani. Tuttavia lo storico greco Polibio, nelle Res Italicae, riferisce che i Tarantini amavano chiamarlo Eurota, a ricordo dell'omonimo fiume che scorreva presso la città madre Sparta, quasi Taranto fosse una nuova Sparta.

### Ruolo
Da sempre il Galeso ha avuto un grande ruolo  nella società tarantina, come risorsa idrica ed economica. In età classica vi sorgeva un quartiere detto Ebalia. Nelle sue acque venivano lavati i velli che, per la durezza delle acque, risultavano di un biancore particolare. Forse sulle sue sponde si è accampato l'esercito di Annibale poi, ci fu un declino anche del Galeso. Infatti, ad  alcuni viaggiatori risulta il degrado in cui il fiume versava. Nel 1169 Riccardo di Taranto, di ritorno dalla prima crociata, fece costruire l'Abbazia di Santa Maria del Galeso. Accanto alla sua foce nel 1915, prima  della guerra, furono installati i Cantieri Navali. Oggi invece è utilizzato dai contadini per irrigare agrumeti e le coltivazioni di ortaggi.

## Il Galeso nella poesia

### Virgilio
Publio Virgilio Marone definì il Galeso niger, cioè "ombroso" o "scuro", perché attratto dal colore bluastro che esso assumeva per via delle alghe che emergevano dal fondo. Così lo descrive Virgilio in De Coricio sene nel Libro IV delle Georgiche:
qui niger umectat flaventia culta Galaesus, |
Corycium vidisse senem, cui pauca relicti |
iugera ruris erant, nec fertilis illa iuvencis |
nec pecori opportuna seges nec comoda Baccho. |
Hic rarum tamen in duminis holus albaque circum |
lilia verbenasque premes vescumque papaver |
regnum aequabat opes animis seraque revertens |
nocte domum dapibus mensas onerabat inemptis. | Primum vere rosam atque autumno carpere poma |
et, cum tristis hiems etiamnum frigore saxa |
rumperet et glacie cursus frenaret aquarum, |
ille comam mollis iam tondebat hyacinti |
aestatem increpitans seram Zephirosque morantis»
La tradizione vuole che proprio su queste sponde il poeta mantovano abbia composto le egloghe e abbia tratto ispirazione per le Georgiche.

### Orazio
Il poeta venosino Quinto Orazio Flacco si augurava, se non avesse potuto finire i suoi giorni nell'amata Tivoli, di poter venire al Galeso tanto caro. E ciò lo racconta nell'ode A Settimio del II libro:
dulce pellitis ovibus Galaesi |
flumen et regnata petam Laconi |
rura Phalantho. ||
Ille terrarum mihi praeter omnes |
angulus ridet, ubi non Hymetto |
mella decedunt viridique certat |
baca Venafro; ||
ver ubi longum tepidasque praebet |
Iuppiter brumas et amicus Aulon |
fertili Baccho minimum Falernis |
invidet uvis. ||
Ille te mecum locus et beatae |
postulant arces; ibi tu calentem |
debita sparges lacrima favillam |
vatis amici»
(Mediazione linguistica di Enrico Vetrò, da: Galeso, novecento metri di mito, Taranto, marzo 2005)

### Altri
Il Galeso è stato decantato anche da Marco Valerio Marziale, Sesto Properzio, Claudio Claudiano.
Più recentemente le sue acque hanno ispirato: Tommaso Niccolò D'Aquino nelle sue Deliciae Tarantinae, Giovanni Pascoli in Senex Corycius e Adolfo Gandiglio in Prope Galaesum, componimento che vinse la Magna Laus al certamen di Amsterdam del 1927.